# Country-Musik 1925
Die Liste bietet eine Übersicht über das Jahr 1925 im Genre Country-Musik.

## Ereignisse
- Der Radiosender WSM geht in Nashville auf Sendung; am 28. November beginnt WSM mit der Ausstrahlung des WSM Barn Dance, der späteren Grand Ole Opry

## Top-Hits des Jahres
- In The Baggage Coat Ahead – Vernon Dalhart
- The Letter Edged In Black – Vernon Dalhart
- Old Dan Tucker – Fiddlin’ John Carson
- Way Down Home – Carson Robison und Gene Austin
- The Wreck Of The Old '97 – Vernon Dalhart

## Geboren
- 30. April – Johnny Horton
- 02. Juli – Marvin Rainwater
- 06. Juli – Bill Haley
- 15. August – Rose Maddox
- 17. August – Carter Stanley